# Reeti
Reeti (alternativt: Rötihorn) är ett berg i kommunen Grindelwald i kantonen Bern i Schweiz. Det är beläget i Bernalperna, cirka 55 kilometer sydost om huvudstaden Bern. Toppen på Reeti är 2 757 meter över havet.